# الخدمات الصحية للمحاربين القدامى
إدارة صحة المحاربين القدامى (بالإنجليزية: Veterans Health Administration) هي أحد مكونات وزارة شؤون المحاربين القدامى الأمريكية (VA) التي يقودها وكيل وزارة شؤون المحاربين القدامى للصحة والتي تنفذ برنامج الرعاية الصحية لوزارة شؤون المحاربين القدامى من خلال نظام رعاية صحية متكامل في الولايات المتحدة، وتقدم الرعاية الصحية والخدمات الصحية ذات الصلة لـالمحاربين القدامى من خلال إدارة وتشغيل 146 مركزًا طبيًا تابعًا لوزارة شؤون المحاربين القدامى (VAMC) مع عيادات خارجية متكاملة، و772 عيادة خارجية مجتمعية (CBOC)، و134 برنامجًا لمراكز المعيشة المجتمعية التابعة لوزارة شؤون المحاربين القدامى (دور رعاية المسنين التابعة لوزارة شؤون المحاربين القدامى). وهي أكبر قسم في الوزارة، وثاني أكبر قسم في الحكومة الفيدرالية بأكملها، حيث توظف أكثر من 350,000 موظف. جميع مستشفيات وعيادات ومراكز وزارة شؤون المحاربين القدامى مملوكة ومدارة من قبل وزارة شؤون المحاربين القدامى (على عكس الشركات الخاصة)، وجميع الموظفين العاملين في مستشفيات وزارة شؤون المحاربين القدامى هم موظفون فيدراليون. وبسبب هذا، فإن المحاربين القدامى المؤهلين للحصول على الرعاية الصحية من إدارة صحة المحاربين القدامى لا يدفعون أقساطًا أو خصومات مقابل رعايتهم الصحية ولكن قد يضطرون إلى دفع تكاليف مشتركة اعتمادًا على الإجراء الطبي. إدارة صحة المحاربين القدامى ليست جزءًا من نظام الصحة العسكرية التابع لوزارة الدفاع الأمريكية.

وقد وجدت العديد من التقييمات أن رعاية إدارة صحة المحاربين القدامى، بمعظم المقاييس، تساوي، وفي بعض الأحيان تتفوق على، الرعاية المقدمة في القطاع الخاص، عند الحكم عليها بالمعايير القياسية القائمة على الأدلة. وجدت دراسة لمكتب الميزانية في الكونغرس عام 2009 حول إدارة صحة المحاربين القدامى أن "الرعاية المقدمة لمرضى إدارة صحة المحاربين القدامى تتفوق على تلك المقدمة لغير مرضى إدارة صحة المحاربين القدامى من حيث الامتثال للمبادئ التوجيهية السريرية المعترف بها على نطاق واسع - لا سيما تلك التي ركزت عليها إدارة صحة المحاربين القدامى في نظام قياس الأداء الداخلي الخاص بها. وتتعقد هذه الأبحاث بحقيقة أن معظم مستخدمي خدمات إدارة صحة المحاربين القدامى يتلقون جزءًا على الأقل من رعايتهم من مقدمي خدمات خارج النظام."

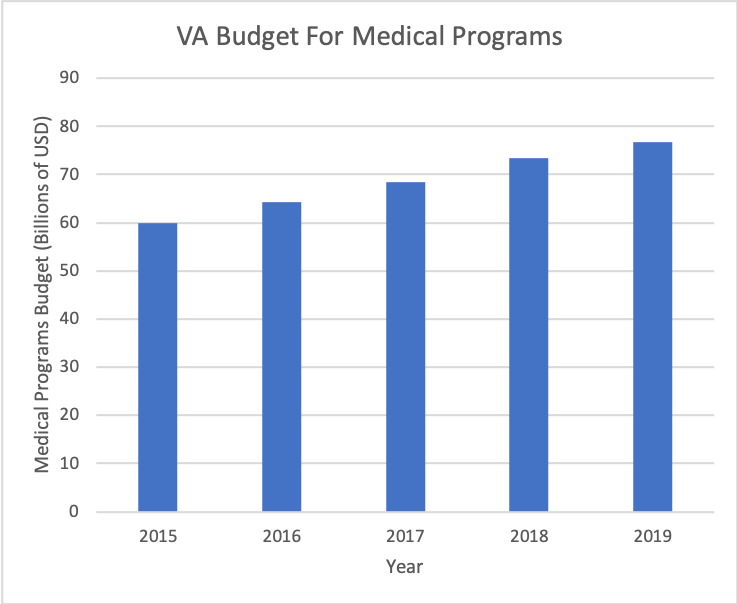
تخصيص ميزانية البرنامج الطبي 2015-2019. البيانات مأخوذة من ميزانيات وزارة شؤون المحاربين القدامى.

## التاريخ
كانت أول وكالة اتحادية تقدم الرعاية الطبية للمحاربين القدامى هي دار البحرية في فيلادلفيا، بنسلفانيا. تم إنشاء الدار في عام 1812 وتبعها إنشاء دار الجنود في عام 1853 ومستشفى سانت إليزابيث في عام 1855. أنشأ الكونغرس البيت الوطني للجنود المتطوعين المعوقين في عام 1865 استجابة للعدد الكبير من ضحايا الحرب الأهلية الأمريكية. كان الغرض من هذه الدور في البداية هو توفير السكن والإقامة للمحاربين القدامى المعوقين. ومع ذلك، بحلول أواخر عشرينيات القرن الماضي، كانت الدور تقدم مستوى من الرعاية يضاهي الرعاية في المستشفيات.
أنشأ الرئيس هوفر إدارة شؤون المحاربين القدامى (VA) في عام 1930 لتوحيد جميع خدمات المحاربين القدامى. عُين الجنرال عمر برادلي مديرًا لإدارة شؤون المحاربين القدامى وعين برادلي اللواء بول هاولي مديرًا لطب إدارة شؤون المحاربين القدامى، وكلاهما في عام 1945. نجح هاولي في وضع سياسة ربط مستشفيات إدارة شؤون المحاربين القدامى الجديدة بكليات الطب. كما شجع هاولي الزمالات التدريبية والتدريسية في مستشفيات إدارة شؤون المحاربين القدامى. في نهاية المطاف، كان هاولي مسؤولاً عن بدء برنامج الأبحاث القائمة على المستشفيات في إدارة شؤون المحاربين القدامى. استقال برادلي في عام 1947. ومع ذلك، عند الاستقالة، كانت 97 مستشفى قيد التشغيل وتم بناء 29 مستشفى جديدًا. ونتيجة لذلك، تمكن نظام إدارة شؤون المحاربين القدامى الصحي من خدمة عدد أكبر بكثير من المحاربين القدامى مما كان قد خدمه في السنوات السابقة.
في عام 1988، وقع الرئيس ريغان قانون وزارة شؤون المحاربين القدامى، والذي رفع إدارة شؤون المحاربين القدامى إلى مستوى الوزارات، ليصبح بعد ذلك معروفًا باسم وزارة شؤون المحاربين القدامى. تشرف وزارة شؤون المحاربين القدامى على إدارة صحة المحاربين القدامى.
في منتصف الثمانينيات، تعرضت إدارة صحة المحاربين القدامى لانتقادات بسبب ارتفاع معدل الوفيات الجراحية. تحقيقًا لهذه الغاية، أصدر الكونغرس القانون العام 99-166 في ديسمبر 1985 والذي فرض على إدارة صحة المحاربين القدامى الإبلاغ عن نتائجها مقارنة بالمتوسطات الوطنية ويجب تعديل المعلومات حسب المخاطر لمراعاة شدة مرض المرضى الجراحيين في إدارة صحة المحاربين القدامى. في عام 1991، بدأت دراسة المخاطر الجراحية الوطنية لوزارة شؤون المحاربين القدامى (NVASRS) في 44 مركزًا طبيًا تابعًا لإدارة شؤون المحاربين القدامى. بحلول 31 ديسمبر 1993، كانت هناك معلومات لـ 500,000 إجراء جراحي غير قلبي. في عام 1994، تم توسيع NVASRS لتشمل جميع مستشفيات إدارة صحة المحاربين القدامى البالغ عددها 128 التي أجرت جراحة. ثم تم تغيير الاسم إلى برنامج تحسين جودة الجراحة الوطنية.
ابتداءً من منتصف التسعينات، خضعت إدارة صحة المحاربين القدامى لما تصفه الوكالة بأنه تحول كبير يهدف إلى تحسين جودة وكفاءة الرعاية التي تقدمها لمرضاها. وشمل هذا التحول إلغاء أسرّة ومرافق المرضى الداخليين غير المستغلة، وتوسيع العيادات الخارجية، وإعادة هيكلة قواعد الأهلية. وكان التركيز الرئيسي للتحول هو تتبع عدد من مؤشرات الأداء - بما في ذلك مقاييس جودة الرعاية - ومحاسبة كبار المديرين عن التحسينات في تلك المقاييس.

### 1993-2000: الدكتور كينيث دبليو كايزر وإصلاح إدارة صحة المحاربين القدامى
كانت خطة كلينتون للرعاية الصحية إصلاحًا للرعاية الصحية اقترحته إدارة كلينتون. على الرغم من أن الإصلاح لم يكن ناجحًا، فقد تم إنشاء فريق عمل استجابة لاقتراح كلينتون لإصلاح الرعاية الصحية لتحديد ما إذا كانت إدارة شؤون المحاربين القدامى مستعدة للرعاية المدارة. أجبرت النتائج السلبية لبحوث السوق نظام إدارة شؤون المحاربين القدامى على إعادة تقييم عملياته الحالية. كشفت الأبحاث أن ثلاثة من كل أربعة محاربين قدامى سيغادرون شبكة إدارة شؤون المحاربين القدامى إذا تم اعتماد نظام رعاية صحية وطني. كما وجدوا أن هناك طلبًا كبيرًا على الرعاية الأولية في جميع أنحاء نظام إدارة شؤون المحاربين القدامى. أظهرت الأبحاث أن العديد من مرافق إدارة شؤون المحاربين القدامى تعتقد أن 55 بالمائة من المرضى سيختارون تلقي الرعاية الأولية في منشأة إدارة شؤون المحاربين القدامى إذا تم تنفيذ نظام رعاية أولية بالكامل في عام 1993. أظهرت الدراسة أيضًا أن مرافق إدارة شؤون المحاربين القدامى تعتقد أن 83 بالمائة من المحاربين القدامى سيختارون تلقي الرعاية الأولية في إدارة شؤون المحاربين القدامى إذا تم تنفيذها بالكامل بحلول عام 1998. هذه النتائج أوضحت للإدارة أن الوقت قد حان للإصلاح. ونتيجة لذلك، أصدرت إدارة شؤون المحاربين القدامى توجيهًا في عام 1994، يتطلب من جميع مرافق الرعاية الصحية التابعة لإدارة شؤون المحاربين القدامى أن يكون لديها فرق رعاية أولية بحلول عام 1996. ونتيجة لذلك، زادت نسبة المرضى الذين يتلقون الرعاية الأولية في إدارة شؤون المحاربين القدامى من 38 بالمائة إلى 45 بالمائة إلى 95 بالمائة، خلال أعوام 1993، 1996، و1999. كانت هذه الولاية بمثابة الأساس لإعادة تنظيم إدارة شؤون المحاربين القدامى تحت قيادة الدكتور كينيث دبليو كايزر.
عُين الدكتور كايزر، وهو طبيب متخصص في طب الطوارئ والصحة العامة، من قبل الرئيس بيل كلينتون مديرًا لإدارة صحة المحاربين القدامى في عام 1994. وقد تم توظيفه لتحديث وتطوير نظام صحة المحاربين القدامى للقضاء على التصور السلبي ومواءمة النظام مع اتجاهات السوق الحالية. وشملت القضايا الأساسية التقدم في التكنولوجيا والمعرفة الطبية الحيوية، وشيخوخة المرضى الذين يعانون من ضعف اجتماعي واقتصادي في برنامج ميديكير، وتنسيق الرعاية، وارتفاع تكاليف الرعاية الصحية. كان هناك معارضة كبيرة لإصلاح رئيسي. فضل العديد من المشرعين التغيير التدريجي على الإصلاح واسع النطاق. ومع ذلك، كان كايزر معروفًا بكونه مبتكرًا للغاية. ولنشر رؤيته، عبر عن مهمته ورؤيته لـ"إدارة صحة المحاربين القدامى الجديدة" ووضع سبعة مبادئ رئيسية لتوجيه التغيير. كان هدفه النهائي هو توفير رعاية منسقة وعالية الجودة بتكلفة منخفضة.
أطلق خطة إعادة التنظيم في عام 1995 من خلال لا مركزية نظام إدارة شؤون المحاربين القدامى. قام بتنظيم جميع وحدات تشغيل إدارة شؤون المحاربين القدامى في 22 شبكة جغرافية تُعرف باسم شبكات الخدمات المتكاملة للمحاربين القدامى (VISNs). سمح هذا للشبكات بإدارة نفسها والتكيف مع التركيبة السكانية لموقعها. تم بعد ذلك تعيين المرضى لمجموعة من الأطباء الذين سيقدمون رعاية منسقة. تم تعيين مدير واحد لكل شبكة VISN. بدلاً من توظيف جميع المديرين داخليًا، تم توظيف ثلث المديرين الجدد لشبكات VISN من خارج نظام إدارة شؤون المحاربين القدامى. كان المدراء مسؤولين عن تحقيق أهداف الأداء والتحسين في مؤشرات الكفاءة والجودة الرئيسية القابلة للقياس. راقب المدراء الأداء وتم إنشاء تقارير لإظهار أداء كل شبكة. شملت بعض هذه المؤشرات جودة أمراض المزمنة، وأداء الوقاية، وتقييمات رضا المرضى، وإدارة الاستخدام.
غيّر الإصلاح أيضًا إجراءات تخصيص الأموال لمختلف شبكات الخدمات المتكاملة للمحاربين القدامى. تاريخيًا، كانت الأموال تُوزع بين المستشفيات بناءً على التكاليف التاريخية. ومع ذلك، وُجد أن هذه الطريقة تؤثر على كفاءة وجودة الخدمات. لذلك، تم توزيع التمويل لكل شبكة من شبكات الخدمات المتكاملة للمحاربين القدامى بناءً على عدد المحاربين القدامى الذين تم رؤيتهم في كل شبكة، بدلاً من القيم التاريخية.
أجرت مجلة نيو إنجلاند للطب دراسة من 1994 إلى 2000 لتقييم فعالية إصلاح الرعاية الصحية. جمعوا نتائج المؤشرات الرئيسية التي تم تقييمها من كل شبكة وفسروا النتائج. كانت هناك تحسينات ملحوظة، مقارنة بنفس المؤشرات الرئيسية المستخدمة لنظام ميديكير للرسوم مقابل الخدمة، بعد عامين فقط من إعادة التنظيم. استمرت هذه التحسينات حتى عام 2000. تشير هذه النتائج إلى أن التغييرات التي تمت في جميع أنحاء نظام الرعاية الصحية التابع لإدارة شؤون المحاربين القدامى، تحت قيادة كايزر، حسنت بالفعل كفاءة وجودة الرعاية في نظام الرعاية الصحية التابع لإدارة شؤون المحاربين القدامى.

### فضيحة إدارة صحة المحاربين القدامى 2014
في عام 2014، أقر الكونغرس قانون الوصول، الخيار، والمساءلة للمحاربين القدامى، المعروف ببساطة باسم قانون الخيار. أكد روبرت ويلكي، وزير شؤون المحاربين القدامى، للمحاربين القدامى أن إدارة شؤون المحاربين القدامى لن يتم خصخصتها وأن المحاربين القدامى سيظلون قادرين على الحصول على نفس جودة الرعاية التي كانوا يتلقونها. في مايو 2014، أصبحت المشاكل الكبيرة المتعلقة بتحديد مواعيد الحصول على الرعاية الطبية في الوقت المناسب علنية. وفقًا لطبيب متقاعد في المركز أجرى معه مقابلة سي إن إن، توفي ما لا يقل عن 40 محاربًا قديمًا أثناء انتظارهم للرعاية في مرافق إدارة صحة المحاربين القدامى في فينيكس، أريزونا. أجرى المفتش العام لوزارة شؤون المحاربين القدامى تحقيقًا في التأخير في العلاج في جميع أنحاء نظام إدارة صحة المحاربين القدامى، لكنه لم يجد سوى ست وفيات خلال التأخير. في 30 مايو 2014، استقال إريك شينسكي، وزير شؤون المحاربين القدامى الأمريكية، من منصبه بسبب تداعيات الفضيحة. على الرغم من التغطية السلبية والوعود اللاحقة من قبل المشرعين في واشنطن باتخاذ إجراءات، لا تزال المشاكل الرئيسية قائمة.[متى؟]
في 24 يونيو 2014، أصدر السناتور توم كوبيرن، الجمهوري من أوكلاهوما، وطبيب، تقريرًا بعنوان "نيران صديقة: وفاة، تأخير، ويأس في وزارة شؤون المحاربين القدامى" الذي فصّل تصرفات وسوء سلوك موظفي وزارة شؤون المحاربين القدامى. يستند التقرير إلى تحقيقات استمرت عامًا كاملًا أجراها مكتب السناتور كوبيرن في مرافق إدارة صحة المحاربين القدامى في جميع أنحاء البلاد. يفصّل التقرير العديد من المحاربين القدامى الذين توفوا وهم ينتظرون الرعاية الصحية نتيجة لسوء سلوك وزارة شؤون المحاربين القدامى. كما يفصّل التقرير قوائم الانتظار السرية، وسوء رعاية المرضى، وملايين الدولارات المخصصة للرعاية الصحية التي لم تُنفق كل عام، وتقارير عن المكافآت المدفوعة للموظفين الذين كذبوا وغطوا على الإحصائيات.
ومع ذلك، ذكر تقرير صادر عن المفتش العام لوزارة شؤون المحاربين القدامى في 26 أغسطس 2014 أن ستة محاربين قدامى، وليس أربعين، توفوا بسبب "تأخيرات سريرية كبيرة" أثناء وجودهم في قوائم الانتظار لرؤية طبيب من وزارة شؤون المحاربين القدامى، وفي كل من هذه الحالات الست، "لا يمكننا أن نؤكد بشكل قاطع أن غياب الرعاية الجيدة في الوقت المناسب قد تسبب في وفاة هؤلاء المحاربين القدامى."

### 2014 - حتى الآن: تحسين الرعاية، قانون MISSION/الرعاية المجتمعية، توسيع أهلية الصحة العقلية
مع بدء العمل بقانون الخيار، بدأت أوقات الانتظار (وبالتالي الرعاية) في مرافق إدارة صحة المحاربين القدامى في التحسن. وفقًا لدراسة أجرتها مجلة الجمعية الطبية الأمريكية (JAMA) في عام 2014، كان متوسط أوقات الانتظار لتلقي الرعاية الصحية 22.5 يومًا لإدارة صحة المحاربين القدامى و18.7 يومًا للقطاع الخاص. ومع ذلك، بحلول عام 2017، كانت أوقات انتظار إدارة صحة المحاربين القدامى أقصر بكثير من أوقات الانتظار لرؤية طبيب خاص، حيث انخفضت إلى 17.7 يومًا لإدارة صحة المحاربين القدامى، بينما زاد وقت انتظار الطبيب الخاص إلى 29.8 يومًا. بناءً على نجاحات البرنامج الأصلي، وسع الكونغرس أهلية البرنامج بإصدار قانون جون إس ماكين الثالث، ودانييل كي. أكاكا، وصموئيل آر. جونسون للحفاظ على الأنظمة الداخلية لوزارة شؤون المحاربين القدامى وتقوية الشبكات الخارجية المتكاملة (MISSION) لعام 2018 (قانون الولايات المتحدة 115-182)، والذي قنّن بشكل دائم معايير الوصول (وقت الانتظار ومسافة السفر) لميزات قانون الخيار في برنامج رعاية مجتمعية جديد للمحاربين القدامى. كما حدد عدة معايير إضافية تؤهل المحارب القديم لتلقي الرعاية المجتمعية، مثل إذا احتاج المحارب القديم لخدمة غير متاحة في أي منشأة تابعة لوزارة شؤون المحاربين القدامى (مثل رعاية الأمومة للنساء)، أو يعيش المحارب القديم في ولاية أمريكية (ألاسكا، هاواي، نيو هامبشير) أو إقليم (غوام، ساموا الأمريكية، جزر ماريانا الشمالية، جزر العذراء الأمريكية) بدون منشأة طبية كاملة الخدمات تابعة لوزارة شؤون المحاربين القدامى، أو إذا كان ذلك في مصلحة المحارب القديم الطبية العليا، بناءً على اتفاق المحارب القديم ومقدم الرعاية. كما غيرت اللوائح الإضافية الصادرة عن وزارة شؤون المحاربين القدامى معايير الوصول التي من شأنها أن تجعل المحارب القديم مؤهلاً، حيث خفضت الوقت من 30 يومًا إلى 20 يومًا من تقديم الطلب أو في منشأة تبعد 30 دقيقة من متوسط القيادة لموعد رعاية أولية أو 28 يومًا و60 دقيقة لموعد متخصص.
في عام 2018، ونتيجة لإقرار قانون المخصصات الموحدة لعام 2018، سُمح لإدارة صحة المحاربين القدامى بمكافحة المحاربين القدامى وضحايا الخدمة العسكرية الذين تم تسريحهم إداريًا بتصنيف تسريح غير مشرف (OTH) للوصول إلى علاج الصحة العقلية في مرافق إدارة شؤون المحاربين القدامى أو الرعاية المجتمعية. كما سمح لجميع المحاربين القدامى الذين لديهم تسريح يمنعهم عادةً من الحصول على الرعاية الصحية والمزايا الخاصة بالمحاربين القدامى بتقديم طلب إلى الوزير (من خلال إدارة شؤون المحاربين القدامى) لتحديد ما إذا كانت طبيعة تسريحهم تمنعهم تمامًا من الحصول على المزايا أم لا. حتى لو قررت إدارة شؤون المحاربين القدامى أنهم غير مؤهلين للحصول على المزايا المالية والتعليمية، فقد يظل هؤلاء المحاربون القدامى مؤهلين للحصول على مزايا الرعاية الصحية لأي إعاقة مرتبطة بالخدمة.

## الهيكل

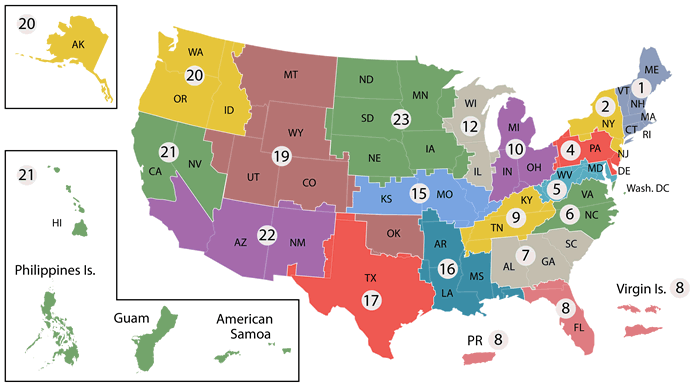
خريطة لمناطق خدمة إدارة صحة المحاربين القدامى الـ 21 المميزة، والتي تُسمى شبكات الخدمات المتكاملة للمحاربين القدامى.

ينقسم النظام إلى 21 منطقة خدمة مميزة، تسمى شبكة الخدمات المتكاملة للمحاربين القدامى (VISN)، والتي توفر التمويل والرعاية لـ 1,293 مركزًا طبيًا تابعة للنظام وعياداتها المرتبطة بها. يعتمد تمويل كل شبكة VISN على العدد المتوقع من المحاربين القدامى المسجلين للرعاية داخل المنطقة المشمولة. عندما تشهد شبكة VISN تدفقًا كبيرًا لعدد المحاربين القدامى، ستزداد مستويات التمويل لتلك المنطقة بشكل متناسب، بينما قد تشهد مناطق أخرى انخفاضًا (خاصة إذا كانت تفقد سكان المحاربين القدامى). اعتبارًا من عام 2021، كانت شبكة صحراء المحيط الهادئ (VISN 22) أكبر منطقة من حيث عدد السكان، حيث تضم أكثر من 1.7 مليون محارب قديم إجمالي (تقدير 2018)، بينما كانت شبكة شمال غرب المحيط الهادئ (VISN 20) هي الأكبر جغرافيًا -- 817,417 ميل2 (2,117,100 كـم2)، بما في ذلك ولاية ألاسكا الريفية للغاية.
يتقاضى الأطباء الذين يعملون في نظام إدارة صحة المحاربين القدامى عادةً رواتب أساسية أقل من نظرائهم في القطاع الخاص. ومع ذلك، تشمل تعويضات إدارة صحة المحاربين القدامى مزايا غير متاحة بشكل عام للأطباء في القطاع الخاص، مثل تهديد أقل لدعاوى سوء الممارسة، والتحرر من إدارة الفواتير ودفع شركات التأمين، وتوفر نظام السجلات الإلكترونية مفتوح المصدر الحكومي فيتسا. حاليًا، تعاني إدارة صحة المحاربين القدامى من نقص في الأطباء، واعتبارًا من عام 2018، لا تزال 10% من الوظائف في إدارة صحة المحاربين القدامى شاغرة. وقد يكون هذا النقص ضارًا بشكل خاص بالمحاربين القدامى نظرًا لأن ربع المحاربين القدامى يعيشون في مناطق ريفية. هذه هي أنواع المناطق الأكثر عرضة للنقص نظرًا لأنها معزولة بالفعل وقد يكون من الصعب الحصول على الرعاية الصحية التي يحتاجونها. ومع ذلك، منذ عام 2018، تتناقص هذه النقصان بشكل مطرد، مع كون الحاجة الأكبر هي لمقدمي خدمات الصحة العقلية وهيئة التمريض.

## التمويل
ينقسم التمويل الذي تتلقاه وزارة شؤون المحاربين القدامى إلى إلزامي، وهو مبلغ إنفاق تمليه القانون، وإنفاق تقديري، وهو إنفاق يمكن تعديله من سنة إلى أخرى. ميزانية إدارة صحة المحاربين القدامى هي جزء من الإنفاق التقديري وهي إلى حد بعيد الجزء الأكبر من الوزارة، حيث تصل إلى ما يقرب من 90% من المبلغ السنوي للوزارة المخصص سنويًا من قبل الكونغرس الأمريكي في السنة المالية 2022. بالنسبة للسنة المالية 2022، طلبت ميزانية الوزارة إجمالي 269.9 مليار دولار أمريكي، خصص منها 97.5 مليار دولار أمريكي لبرامج إدارة صحة المحاربين القدامى المختلفة، بما في ذلك 58.8 مليار دولار لدعم الرعاية المباشرة في مرافق وزارة شؤون المحاربين القدامى، و23.4 مليار دولار لدعم مطالبات الرعاية المجتمعية. كان هذا زيادة بنسبة 10% عن مخصصات السنة المالية 2021، التي كانت أقل من 250 مليار دولار أمريكي

## المبادرات
وسعت إدارة صحة المحاربين القدامى جهودها التوعوية لتشمل المحاربين القدامى من الرجال والنساء والمحاربين القدامى المشردين.
ساهمت إدارة صحة المحاربين القدامى، من خلال انتماءاتها الأكاديمية، في تدريب آلاف الأطباء وأطباء الأسنان وغيرهم من المهنيين الصحيين. وقد تم تخصيص العديد من المراكز الطبية الجديدة لوزارة شؤون المحاربين القدامى عمدًا بالقرب من كليات الطب.
إن دعم إدارة صحة المحاربين القدامى لبرامج البحث والتدريب على الإقامة/الزمالة جعل نظام إدارة شؤون المحاربين القدامى رائدًا في مجالات طب المسنين، أبحاث إصابات النخاع الشوكي، مرض باركنسون VA.gov | وزارة شؤون المحاربين القدامى، والرعاية الملطفة.
لدى إدارة صحة المحاربين القدامى مبادرات قائمة لتوفير "انتقال سلس" للمحاربين القدامى الذين تم تسريحهم حديثًا والذين ينتقلون من رعاية وزارة الدفاع ترايكير إلى رعاية إدارة شؤون المحاربين القدامى للحالات التي حدثت في حرب العراق أو الحرب في أفغانستان (2001-2021).
أبحاث مكتب أبحاث وتطوير إدارة صحة المحاربين القدامى في تطوير أطراف بدلة أفضل أداء، وعلاج اضطراب الكرب التالي للصدمة النفسية، تحظى أيضًا بإشادة. وقد خصصت إدارة صحة المحاربين القدامى سنوات عديدة من البحث في الآثار الصحية لمبيد الأعشاب العامل البرتقالي الذي تستخدمه القوات العسكرية في حرب فيتنام.
كما تبنت إدارة صحة المحاربين القدامى برنامج Project RED التابع لـجامعة بوسطن، المصمم لتحسين عملية خروج المرضى للمحاربين القدامى على أمل أن يؤدي، من خلال تثقيف المرضى، إلى انخفاض عدد حالات إعادة الإدخال بين المحاربين القدامى وتوفير المزيد من المعلومات حول الطب عن بعد.

### استخدام السجلات الإلكترونية
تحظى إدارة صحة المحاربين القدامى بثناء خاص على جهودها في تطوير نظام سجلات طبية إلكترونية فيتسا منخفض التكلفة ومفتوح المصدر يمكن لمقدمي الرعاية الصحية الوصول إليه عن بعد (بكلمات مرور آمنة). باستخدام هذا النظام، يتم تزويد المرضى والممرضات بأساور تحمل رموزًا شريطية، وجميع الأدوية تحمل رموزًا شريطية أيضًا. تُعطى الممرضات عصا، تستخدمها للمسح الضوئي لأنفسهم، والمريض، وزجاجة الدواء قبل صرف الأدوية. يساعد هذا في منع أربعة من أكثر أخطاء صرف الأدوية شيوعًا: دواء خاطئ، جرعة خاطئة، وقت خاطئ، ومريض خاطئ. وقد خفض النظام، الذي تم اعتماده من قبل جميع مستشفيات وعيادات المحاربين القدامى ويتم تحسينه باستمرار من قبل المستخدمين، عدد أخطاء صرف الأدوية إلى النصف في بعض المرافق وأنقذ آلاف الأرواح.
في بعض مرافق إدارة صحة المحاربين القدامى الطبية، يستخدم الأطباء أجهزة كمبيوتر محمولة لاسلكية، ويدخلون المعلومات ويحصلون على توقيعات إلكترونية للإجراءات. يمكن للأطباء استدعاء سجلات المرضى، وطلب الوصفات الطبية، وعرض الأشعة السينية أو رسم بياني لعوامل الخطر والأدوية لتحديد العلاجات. لدى المرضى صفحة رئيسية تحتوي على مربعات للحساسية والأدوية، وتسجل كل زيارة ومكالمة وملاحظة، وتصدر مطالبات تذكّر الأطباء بإجراء فحوصات روتينية. وقد ساعدت هذه التكنولوجيا إدارة صحة المحاربين القدامى على تحقيق ضوابط التكلفة وجودة الرعاية التي لا تستطيع غالبية مقدمي الخدمات الخاصة تحقيقها.
أبحاث مكتب أبحاث وتطوير إدارة صحة المحاربين القدامى في تطوير أطراف بدلة أفضل أداء، وعلاج اضطراب الكرب التالي للصدمة النفسية، تحظى أيضًا بإشادة. وقد خصصت إدارة صحة المحاربين القدامى سنوات عديدة من البحث في الآثار الصحية لمبيد الأعشاب العامل البرتقالي الذي تستخدمه القوات العسكرية في فيتنام.

## الخدمات

### الأهلية

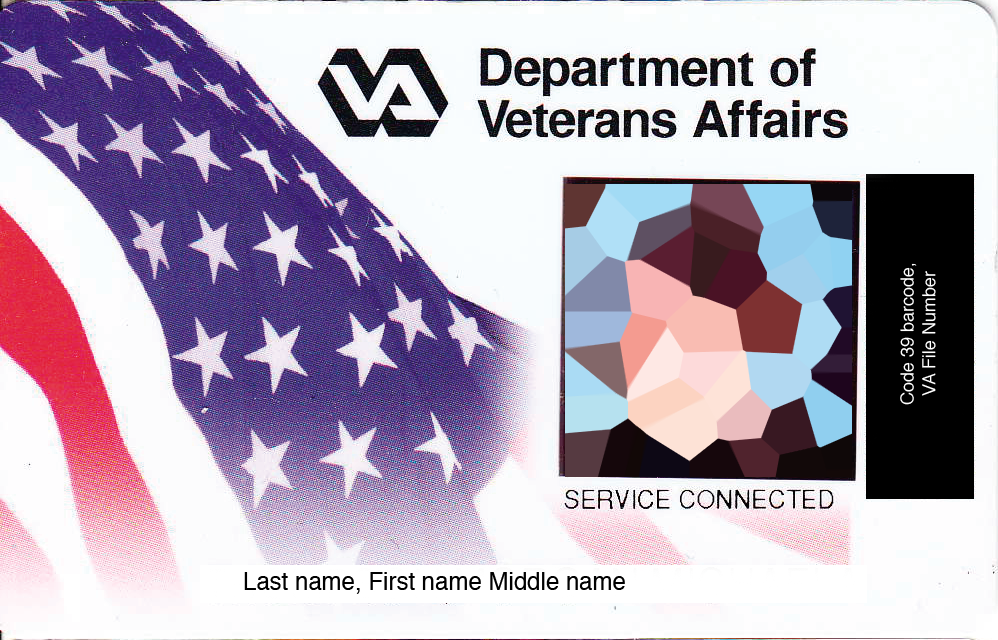
بطاقة تعريف المحاربين القدامى (VIC) من وزارة شؤون المحاربين القدامى للمحاربين القدامى المؤهلين للحصول على مزايا الرعاية الصحية من وزارة شؤون المحاربين القدامى

للتأهل لبرامج مزايا الرعاية الصحية من وزارة شؤون المحاربين القدامى، يجب أن يكون الشخص قد خدم في الخدمة العسكرية النشطة أو البحرية أو الجوية وتم فصله تحت أي شرط غير غير مشرف. قد يكون الأعضاء الحاليون والسابقون في الاحتياط أو الحرس الوطني الذين تم استدعاؤهم للخدمة الفعلية (بخلاف التدريب فقط) بأمر فيدرالي وأكملوا الفترة الكاملة التي تم استدعاؤهم أو أمروا بالخدمة الفعلية مؤهلين أيضًا للحصول على الرعاية الصحية من وزارة شؤون المحاربين القدامى.
متطلبات الخدمة الدنيا هي أن المحاربين القدامى الذين التحقوا بالخدمة بعد 7 سبتمبر 1980، أو الذين دخلوا الخدمة الفعلية بعد 16 أكتوبر 1981، يجب أن يكونوا قد خدموا 24 شهرًا متواصلًا أو الفترة الكاملة التي تم استدعاؤهم فيها للخدمة الفعلية ليكونوا مؤهلين. قد لا تنطبق متطلبات الخدمة الدنيا على المحاربين القدامى الذين تم تسريحهم بسبب إعاقة لحقت بهم أثناء أداء الواجب، أو بسبب صعوبة أو "إنهاء مبكر". تحدد وزارة شؤون المحاربين القدامى الحد الأدنى من المتطلبات عندما يسجل المحارب القديم للحصول على مزايا الرعاية الصحية من وزارة شؤون المحاربين القدامى.
للتقدم بطلب للدخول إلى نظام الرعاية الصحية التابع لوزارة شؤون المحاربين القدامى، يجب على المحارب القديم إكمال نموذج وزارة شؤون المحاربين القدامى 10-10EZ، طلب مزايا الرعاية الصحية.
سيتلقى المحاربون القدامى المؤهلون بطاقة تعريف صحة المحاربين القدامى من وزارة شؤون المحاربين القدامى، والتي كانت تُعرف سابقًا ببطاقة تعريف المحارب القديم، لاستخدامها في جميع المرافق الطبية التابعة لوزارة شؤون المحاربين القدامى.
بموجب القانون الفيدرالي، يتم تحديد الأهلية للحصول على المزايا من خلال نظام من ثماني مجموعات ذات أولوية. يندرج المتقاعدون من الخدمة العسكرية، والمحاربون القدامى الذين يعانون من إصابات أو حالات مرتبطة بالخدمة تم تقييمها من قبل وزارة شؤون المحاربين القدامى، وحاملو وسام القلب الأرجواني ضمن مجموعات الأولوية العليا.
قد يكون الأعضاء الحاليون والسابقون في قوات الاحتياط والحرس الوطني الأمريكي الذين تم استدعاؤهم للخدمة الفعلية (بخلاف التدريبات الشهرية والتدريب السنوي) بأمر تنفيذي فيدرالي مؤهلين للحصول على مزايا الرعاية الصحية من وزارة شؤون المحاربين القدامى.
قد يصبح المحاربون القدامى الذين لا يعانون من حالات مرتبطة بالخدمة مصنفة مؤهلين بناءً على الحاجة المالية، معدلة حسب تكلفة المعيشة المحلية. قد يخضع المحاربون القدامى الذين لا يعانون من إعاقات مرتبطة بالخدمة تبلغ 50% أو أكثر لدفعات مشتركة مقابل أي رعاية تلقوها لحالات غير مرتبطة بالخدمة.

### الرعاية الطبية

#### الرعاية الأولية والتخصصية
تُقدم الرعاية الأولية من خلال ما يُعرف بفرق الرعاية المنسقة للمرضى (PACT). توفر فرق PAC رعاية يسهل الوصول إليها، وتتمحور حول المريض، ويديرها مقدمو الرعاية الأولية بمشاركة نشطة من الموظفين السريريين وغير السريريين. سيكون المرضى المحاربون القدامى في مركز "فريق صغير"، والذي سيضم مقدم رعاية أولية، ومدير رعاية من الممرضات المسجلات، وممرضة عملية مرخصة/تقني صحي، ومساعد دعم طبي (MSA). يدعم هذا الفريق الصغير "فريق" أوسع، يشمل الأخصائيين الاجتماعيين، وخبراء التغذية، والصيادلة، والمتخصصين في الصحة العقلية.
تشمل الرعاية العامة التقييم الصحي والاستشارة، والوقاية من الأمراض، والاستشارة الغذائية، ومكافحة الوزن، والإقلاع عن التدخين، واستشارة وعلاج تعاطي المخدرات، بالإضافة إلى الرعاية الأولية الخاصة بالجنس، مثل: فحوصات سرطان عنق الرحم (فحص مسحة عنق الرحم)، وفحوصات سرطان الثدي (تصوير الثدي بالأشعة السينية)، وتحديد النسل، واستشارات ما قبل الحمل، ولقاح فيروس الورم الحليمي البشري (HPV)، ودعم سن اليأس (العلاج بالهرمونات البديلة). يتم تقديم هذه الرعاية بشكل أساسي من خلال مستشفيات تابعة لوزارة شؤون المحاربين القدامى ولكن قد تتم أيضًا في عيادات خارجية مجتمعية تابعة لوزارة شؤون المحاربين القدامى. مستشفيات وزارة شؤون المحاربين القدامى قادرة أيضًا على توفير طب الطوارئ، على الرغم من أن المحارب القديم يمكنه الذهاب إلى أي مستشفى في حالات الطوارئ.
توفر إدارة صحة المحاربين القدامى أيضًا إدارة وفحص عدد من الحالات المزمنة، بما في ذلك أمراض القلب، والسكري، والسرطان، واضطرابات الغدد، وهشاشة العظام، والألم العضلي الليفي، بالإضافة إلى الأمراض المنقولة جنسياً مثل فيروس نقص المناعة البشرية/الإيدز والتهاب الكبد. تُمنح الإحالات إلى إعادة التأهيل، والرعاية المنزلية، والرعاية طويلة الأجل لأولئك الذين يحتاجون إلى علاجات إعادة التأهيل مثل العلاج الطبيعي، والعلاج المهني، وعلاج النطق واللغة، والعلاج بالتمارين الرياضية، والعلاج الترفيهي، والعلاج المهني.
توفر وزارة شؤون المحاربين القدامى أيضًا بعض خدمات الرعاية الصحية المنزلية من خلال برامجها لخدمات الرعاية الصحية المنزلية المتخصصة (SHHC) وخدمات عمال المنازل ومساعدي الرعاية الصحية المنزلية (H/HHA). خدمات SHHC هي خدمات منزلية يقدمها أفراد مدربون تدريباً خاصاً، بما في ذلك الممرضات والمعالجين الفيزيائيين والمعالجين المهنيين والأخصائيين الاجتماعيين. تشمل الرعاية التقييم السريري وتخطيط العلاج وتوفير العلاج ومراقبة الحالة الصحية وتعليم المريض والأسرة وإعادة التقييم والإحالة والمتابعة. خدمات H/HHA هي رعاية شخصية وخدمات دعم ذات صلة تمكن المحاربين القدامى الضعفاء أو المعوقين من العيش في المنزل.
إذا دعت الحاجة، يحق للمحاربين القدامى الحصول على خدمة زرع الأعضاء. تمتلك وزارة شؤون المحاربين القدامى ستة عشر مركزًا لزرع الأعضاء في جميع أنحاء البلاد توفر عمليات زرع الأعضاء الصلبة لمعظم الأعضاء الرئيسية، مثل القلب والرئة والكلى. سيتم إحالة المرضى إلى مراكز زرع الأعضاء هذه من قبل فريق الرعاية الأولية الخاص بهم. السفر إلى هذه المراكز مجاني للمحارب القديم أو يتم تعويضه عند الانتهاء.

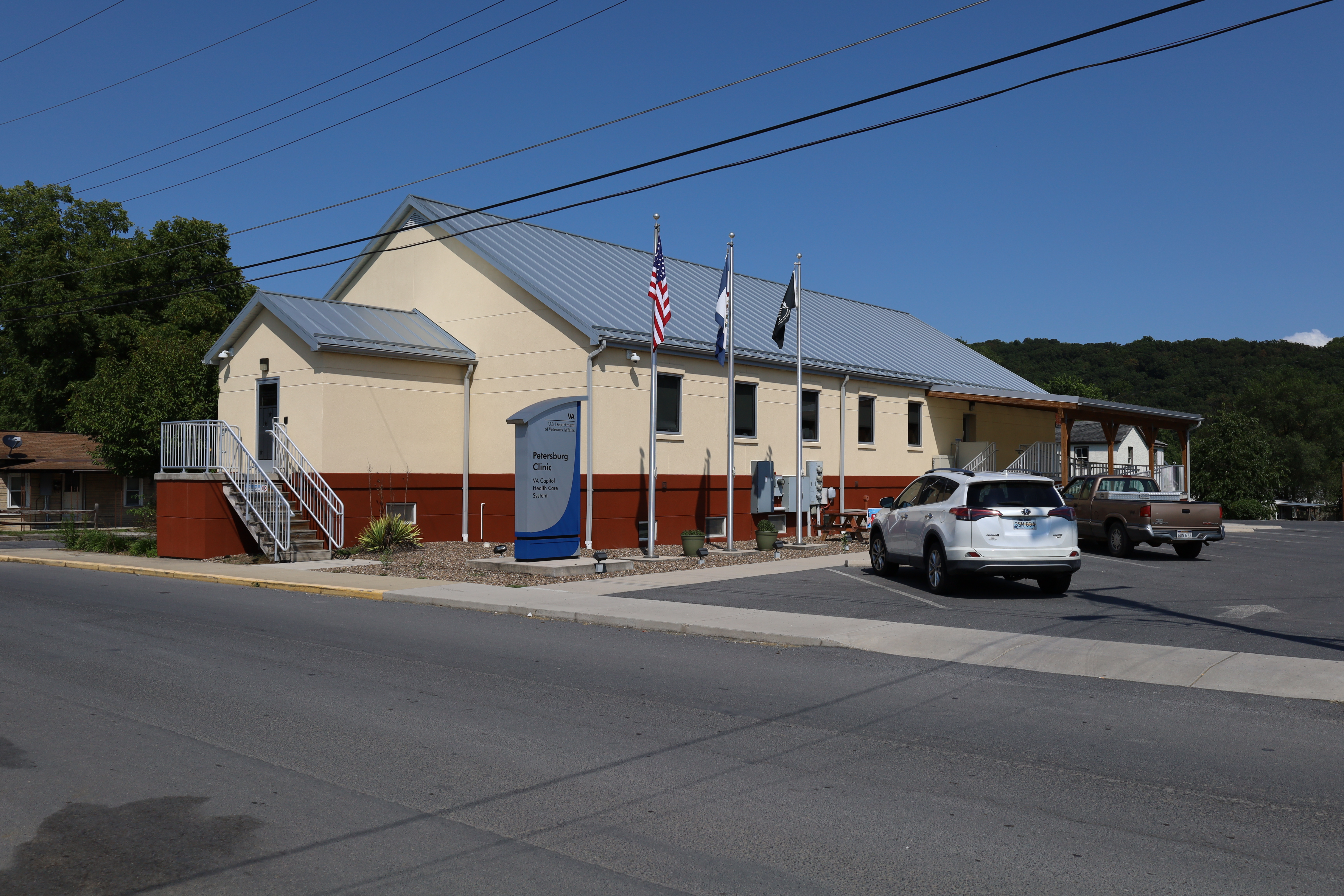
عيادة خارجية في بيترسبرغ، فيرجينيا الغربية

#### الصحة العقلية
يشمل علاج الصحة العقلية التقييم والمساعدة في قضايا مثل الاكتئاب، واضطرابات المزاج والقلق؛ والعنف بين الشريكين والعنف المنزلي؛ وإساءة معاملة كبار السن أو إهمالهم؛ وإدارة الأبوة والغضب؛ والضغط المتعلق بالزواج أو مقدم الرعاية أو الأسرة؛ والتكيف بعد النشر أو اضطراب ما بعد الصدمة (PTSD). المحاربون القدامى الذين قد يكونون قد تعرضوا أيضًا لـالتحرش الجنسي أو الاعتداء الجنسي، والمعروفين باسم الاعتداء الجنسي العسكري (MST) أثناء خدمتهم مؤهلون أيضًا للحصول على الخدمة. توفر إدارة صحة المحاربين القدامى استشارات وعلاجًا مجانيًا وسريًا للحالات الصحية العقلية والجسدية المرتبطة بالاعتداء الجنسي العسكري. بلغت نسبة المرضى الذين يعانون من اضطراب نفسي 15 في المائة في عام 2007. وقد ارتفعت نسبة المحاربين القدامى الذين يعانون من أمراض عقلية. خصصت إدارة صحة المحاربين القدامى مبلغًا إضافيًا قدره 1.4 مليار دولار سنويًا لبرنامج الصحة العقلية بين عامي 2005 و2008. تم تقييم خدمات الصحة العقلية في عام 2006 كجزء من الخطة الاستراتيجية للصحة العقلية. وخلص التقرير إلى:
"تبين أن جودة الرعاية في وزارة شؤون المحاربين القدامى أفضل من القطاع الخاص. حققت وزارة شؤون المحاربين القدامى مستوى أداء أعلى من القطاع الخاص بهوامش كبيرة لـ 7 من أصل 9 مؤشرات. في الواقع، لقد "تجاوزت أداء الخطط الخاصة بهوامش كبيرة... لم يشر المرضى إلى تحسن في حالاتهم. ومع ذلك، كان لديهم آراء إيجابية للغاية بشأن رعايتهم.
في عام 2009، نفذت وزارة شؤون المحاربين القدامى مبادرة تسمى تقييم الانتحار ومشاركة المتابعة: علاج الطوارئ للمحاربين القدامى (SAFE VET) لتحديد وعلاج المحاربين القدامى المعرضين لخطر الانتحار من خلال توفير تنسيق الرعاية لخدمات الصحة العقلية للمرضى الخارجيين والدعم المجتمعي.

##### اضطراب ما بعد الصدمة (PTSD)
تم تتبع معدلات استخدام خدمات شؤون المحاربين القدامى بين المحاربين القدامى في حربي العراق وأفغانستان في منطقة وسط المحيط الأطلسي الذين تم تشخيص إصابتهم بـاضطراب ما بعد الصدمة بين عامي 2002 و2008 باستخدام رموز التصنيف الدولي للأمراض-9 لتلك الحالات التي تم تشخيصها حديثًا. عند مقارنتهم بالمحاربين القدامى الذين يتلقون العلاج بالفعل، كان المحاربون القدامى الجدد في برنامج علاج شؤون المحاربين القدامى أقل عرضة لإكمال زيارات المتابعة، ولديهم عدد أقل من أيام حيازة الأدوية (74.9 يومًا مقابل 34.9 يومًا)؛ كما أن أوقات الانتظار الطويلة أعاقت استخدام الخدمات الطبية لشؤون المحاربين القدامى. تشمل القيود على هذه الدراسة: لم يتم تحديد نوع التدخل العلاجي؛ وتم النظر فقط في علاج اضطراب ما بعد الصدمة على مدى فترة زمنية قصيرة (180 يومًا).
وجدت دراسة أخرى أن هناك زيادة في الطلب على نظام الصحة التابع لوزارة شؤون المحاربين القدامى بين المحاربين القدامى. تم تحديد ما يقرب من 250,000 محارب قديم بين عامي 2001 و2007؛ بلغ معدل استخدام المحاربين القدامى في حرب العراق وأفغانستان 40 في المائة، مقارنة بـ 10 في المائة فقط من محاربي فيتنام. تم تصنيف المحاربين القدامى إلى ثلاث مجموعات: تشخيص صحة غير نفسية، تشخيص نفسي غير اضطراب ما بعد الصدمة، وتشخيص نفسي لاضطراب ما بعد الصدمة. كان التشخيص الأكثر انتشارًا هو اضطراب ما بعد الصدمة. كان المحارب القديم المصاب باضطراب ما بعد الصدمة عادةً ذكرًا، من الجيش أو المارينز، وضابطًا ذا رتبة أدنى. كان المحاربون القدامى المصابون باضطراب ما بعد الصدمة لديهم نسبة عالية من استخدام نظام وزارة شؤون المحاربين القدامى تزيد عن 91 في المائة.
في حين أن هذه كانت دراسة شاملة، إلا أن هناك المزيد مما يجب دراسته وفهمه حول آثار اضطراب ما بعد الصدمة على المحاربين القدامى العائدين من القتال النشط. أحد القيود الرئيسية هو أن هذه الدراسة التقطت فقط استخدام المحاربين القدامى داخل نظام الصحة التابع لوزارة شؤون المحاربين القدامى. لم تكن هناك بيانات عن المحاربين القدامى الذين سعوا للحصول على خدمات طبية خارج نظام الصحة التابع لوزارة شؤون المحاربين القدامى. يمكننا الحصول على فهم أفضل لاحتياجات الصحة العقلية للمحاربين القدامى العائدين إلى الحياة المدنية. علاوة على ذلك، سيكون من المفيد استكشاف ودراسة كيفية تأثر استخدام خدمات الصحة العقلية بالوصمة التي لا تزال قائمة بين المحاربين القدامى. يمكن أن يساعد الوعي الإضافي بالموارد الطبية المتاحة للمحاربين القدامى في محو وصمة عار طلب علاج الصحة العقلية.

#### برامج المحاربات القدامى
مع توقع زيادة عدد المحاربات القدامى من 1.6 مليون في عام 2000 إلى 1.9 مليون في عام 2020، عملت وزارة شؤون المحاربين القدامى على دمج خدمات طبية نسائية عالية الجودة في نظام وزارة شؤون المحاربين القدامى. ومع ذلك، تظهر الدراسات أن 66.9 بالمائة من النساء اللواتي لا يستخدمن خدمات وزارة شؤون المحاربين القدامى لخدمات المرأة يعتبرن الأطباء الخاصين أكثر ملاءمة. كما أن 48.5 بالمائة من النساء لا يستخدمن خدمات المرأة في وزارة شؤون المحاربين القدامى بسبب نقص المعرفة بأهلية وخدمات وزارة شؤون المحاربين القدامى.
تشمل رعاية المرأة في مستشفيات وعيادات إدارة صحة المحاربين القدامى رعاية صحة الإنجاب مثل رعاية الأمومة المحدودة، وتقييم العقم وعلاج محدود، والمشاكل الجنسية، وربط البوق، وسلس البول، وغيرها. يُمنع إدارة صحة المحاربين القدامى من تقديم خدمات التلقيح الاصطناعي أو الإجهاض. تُقدم رعاية الأمومة والحمل عادةً في مستشفيات غير متعاقد عليها مع إدارة صحة المحاربين القدامى على نفقة إدارة صحة المحاربين القدامى؛ تقتصر الرعاية عادةً على الأم. (قد تقدم وزارة شؤون المحاربين القدامى خدمات الرعاية الصحية لطفل حديث الولادة من محاربة قديمة تتلقى رعاية أمومة مقدمة من وزارة شؤون المحاربين القدامى لمدة لا تزيد عن سبعة أيام بعد الولادة إذا أنجبت المحاربة القديمة الطفل في (1) منشأة تابعة لوزارة شؤون المحاربين القدامى، أو (2) منشأة أخرى بموجب عقد مع وزارة شؤون المحاربين القدامى للخدمات المتعلقة بهذه الولادة).

#### رعاية الأسنان
للحصول على رعاية الأسنان من وزارة شؤون المحاربين القدامى، يجب أن يكون المحارب القديم يعاني من إعاقة أو حالة سنية قابلة للتعويض مرتبطة بالخدمة. المؤهلون لأي رعاية أسنان ضرورية هم أسرى الحرب وأولئك الذين تم تصنيف إعاقاتهم المرتبطة بالخدمة بنسبة 100 في المائة أو الذين يتلقون معدل 100 في المائة بسبب عدم القدرة على التوظيف الفردي، بالإضافة إلى المحاربين القدامى المشاركين بنشاط في برنامج إعادة التأهيل المهني الفصل 31 من قانون الولايات المتحدة رقم 38 والمحاربين القدامى المسجلين الذين قد يكونون مشردين ويتلقون الرعاية بموجب توجيه إدارة صحة المحاربين القدامى 2007–039.

### البرامج غير الطبية

#### برنامج مقدمي الرعاية الأسرية
يقدم برنامج مقدمي الرعاية الأسرية التابع لوزارة شؤون المحاربين القدامى الدعم والمساعدة لمقدمي الرعاية للمحاربين القدامى وأفراد الخدمة بعد 11 سبتمبر الذين يتم تسريحهم طبيًا. يمكن لمقدمي الرعاية الأسرية الأساسيين المؤهلين الحصول على راتب، وتدريب، وخدمات صحة عقلية، وتعويض عن السفر والإقامة، والوصول إلى التأمين الصحي إذا لم يكونوا بالفعل تحت خطة رعاية صحية. كل ولاية لديها معاييرها الخاصة وأعضاء مجلس إدارتها للموافقة والرفض والاستئناف.
كجزء من هذا البرنامج، ستوفر إدارة صحة المحاربين القدامى أيضًا رعاية داعمة للمحاربين القدامى على أساس قصير الأجل لمنح مقدم الرعاية راحة مخططة من المتطلبات الجسدية والعاطفية المرتبطة بتقديم الرعاية. يمكن توفير الرعاية المؤقتة في المنزل أو في أماكن مؤسسية أخرى.

#### الرعاية السكنية
يوفر برنامج رعاية المساكن التابع لـوزارة شؤون المحاربين القدامى الأمريكية رعاية تأهيلية وسريرية سكنية للمحاربين القدامى الذين يعانون من مجموعة واسعة من المشاكل أو الأمراض أو احتياجات الرعاية التأهيلية التي يمكن أن تكون طبية أو نفسية أو متعلقة بتعاطي المواد المخدرة أو التشرد أو مهنية أو تعليمية أو اجتماعية. يوفر برنامج رعاية المساكن بيئة علاجية على مدار 24 ساعة باستخدام بيئة دعم الأقران والمهنيين. تركز البرامج بقوة على التأهيل النفسي الاجتماعي وخدمات التعافي التي تغرس المسؤولية الشخصية لتحقيق المستويات المثلى من الاستقلال عند الخروج للعيش المستقل أو المدعوم في المجتمع. يوفر برنامج رعاية المساكن التابع لوزارة شؤون المحاربين القدامى أيضًا رعاية تأهيلية للمحاربين القدامى المشردين في الولايات المتحدة. يمتد الأهلية للمحاربين القدامى الذين لا يتجاوز دخلهم الأسري الإجمالي السنوي الحد الأقصى للمعدل السنوي لمعاش وزارة شؤون المحاربين القدامى أو للمحاربين القدامى الذين يحدد وزير شؤون المحاربين القدامى أنهم لا يملكون وسائل دعم كافية. تنطبق الدفعات المشتركة لخدمات الرعاية الممتدة على رعاية المساكن.
توفر وزارة شؤون المحاربين القدامى أيضًا خدمات دور التمريض للمحاربين القدامى من خلال مراكز المعيشة المجتمعية (CLC) التابعة لوزارة شؤون المحاربين القدامى والتي تديرها بنفسها، ودور المحاربين القدامى الحكومية، المملوكة والمدارة من قبل الولايات، وبرنامج دور التمريض المجتمعية. لكل برنامج معايير قبول وأهلية خاصة به. تتوفر رعاية دور التمريض للمحاربين القدامى المسجلين الذين يحتاجون إلى رعاية دور التمريض بسبب إعاقة مرتبطة بالخدمة، أو المحاربين القدامى الذين لديهم إعاقة مرتبطة بالخدمة بنسبة 70 بالمائة أو أكثر، والمحاربين القدامى الذين لديهم تصنيف إعاقة كلية بناءً على عدم القدرة على العمل الفردي. يتم توفير رعاية دور التمريض من قبل وزارة شؤون المحاربين القدامى لجميع المحاربين القدامى الآخرين بناءً على الموارد المتاحة.
تم إنشاء برنامج مراكز المحاربين القدامى من قبل الكونغرس في عام 1979 استجابة لمشاكل إعادة التكيف التي كان يعاني منها عدد كبير من المحاربين القدامى في حقبة فيتنام بعد عودتهم من القتال. في السنوات اللاحقة، وسع الكونغرس الأهلية لتشمل جميع المحاربين القدامى الذين خدموا في الخدمة الفعلية من الصراعات السابقة. توفر جميع مراكز المحاربين القدامى المجتمعية استشارات إعادة التكيف، وخدمات التوعية، وخدمات الإحالة لمساعدة المحاربين القدامى على تحقيق إعادة تكيف مرضية بعد الحرب مع الحياة المدنية. تتوفر الخدمات أيضًا لأفراد أسرهم فيما يتعلق بالقضايا المتعلقة بالجيش. يعمل في مراكز المحاربين القدامى فرق صغيرة متعددة التخصصات بعض أفرادها هم محاربون قدامى شاركوا في القتال بأنفسهم.

#### تعويض وزارة شؤون المحاربين القدامى عن السفر
قد يكون المحاربون القدامى مؤهلين للحصول على تعويض عن الأميال أو وسائل نقل خاصة بالارتباط بالحصول على خدمات الرعاية الصحية من وزارة شؤون المحاربين القدامى إذا كان المحارب القديم يحمل تقييم خدمة متصل بنسبة 30 بالمائة أو أكثر، أو يسافر لتلقي علاج لحالة مرتبطة بالخدمة، أو يتلقى معاشًا تقاعديًا من وزارة شؤون المحاربين القدامى، أو لا يتجاوز دخل المحارب القديم الحد الأقصى لمعدل المعاش السنوي لوزارة شؤون المحاربين القدامى، أو يسافر لإجراء فحص تعويض أو معاش مقرر، أو في حالات طوارئ معينة، أو لديه حالة طبية تتطلب وسيلة نقل خاصة والسفر مسبق التصريح، وكذلك بعض غير المحاربين القدامى عندما يتعلق الأمر برعاية محارب قديم (مقدمي الرعاية، المرافقين، والمتبرعين).

### رعاية متخصصة أخرى

#### فريق إدارة الرعاية لعملية الحرية الدائمة / حرب العراق / عملية الفجر الجديد
يساعد فريق إدارة الرعاية لـعملية الحرية الدائمة/حرب العراق/عملية الفجر الجديد (OEF/OIF/OND) أفراد الخدمة العائدين على تحقيق انتقال سلس لخدمات الرعاية الصحية. يوفر فريق متخصص لإدارة الرعاية OEF/OIF/OND إدارة الحالات وتنسيق الرعاية لجميع قدامى المحاربين المصابين بأمراض خطيرة أو جروح أو إعاقات، بما في ذلك أولئك الذين يعانون من:
- اضطرابات نفسية
- إصابة دماغية رضية
- إصابة النخاع الشوكي
- العمى
- الحروق
- بتر الأطراف
- أمراض/إصابات مميتة
- صدمات متعددة
- حالات أخرى لم تذكر أعلاه تسبب ضعفًا كبيرًا في الحياة اليومية

#### منع العنف بين الشريكين
تنفذ إدارة صحة المحاربين القدامى أيضًا برامج للنساء (والرجال) من المحاربين القدامى الذين يتعرضون لعنف الشريك (IPV). وجدت دراسة عام 2017 أن ما يقرب من واحدة من كل خمس نساء في إدارة صحة المحاربين القدامى تعرضن لعنف الشريك في العام السابق، وقد أظهرت الأبحاث أن العديد من النساء العسكريات اللائي يبلغن عن تجارب عنف الشريك في العام الماضي يستخدمن الرعاية الأولية لإدارة صحة المحاربين القدامى كمصدر رئيسي للرعاية الصحية. لا تضع إدارة صحة المحاربين القدامى حدًا أعلى للعمر لفحص عنف الشريك، معترفة بأن عنف الشريك لا يقتصر على العمر. ومع ذلك، يُعتقد أن الكشف المبكر مفيد للسماح للضحايا بالوصول إلى الموارد التي تشتد الحاجة إليها في وقت مبكر، وبالتالي تقترح فرقة عمل الخدمات الوقائية الأمريكية أن يقدم مقدمو الخدمات فحصًا منتظمًا للنساء في سن الإنجاب على وجه الخصوص بحثًا عن عنف الشريك. تُقدم أفضل رعاية عندما لا يضع الممارسون افتراضات حول عنف الشريك بناءً على التوجه الجنسي للفرد أو عوامل أخرى.
بغض النظر عن العمر، هناك مخاطر صحية مزمنة مرتبطة بضحايا عنف الشريك، للرجال والنساء على حد سواء. الكشف المبكر هو المفتاح لتوفير أنظمة دعم فعالة للضحايا في القوات المسلحة وتقليل العواقب الصحية السلبية المحتملة المرتبطة بهذا العنف.
تشمل العوائق التي تحول دون الإفصاح عن عنف الشريك لمقدمي الخدمات في إدارة صحة المحاربين القدامى نقص الفحص الروتيني الشامل، وعدم راحة المرضى للإفصاح، والمخاوف الفردية بشأن العواقب السلبية المحتملة على المزايا أو الممتلكات الشخصية، اعتمادًا على كيفية مشاركة المعلومات أو استخدامها. وتشمل العوائق التي تحول دون تقديم الاستجابات الأكثر فعالية لحالات عنف الشريك نقص الوقت والمعلومات لدى مقدمي الخدمات للمساعدة، والموظفين غير المدربين الذين يسببون ضررًا أكثر من النفع.

## التقييمات
"يصنف المرضى نظام المحاربين القدامى باستمرار أعلى من البدائل"، وفقًا لمؤشر رضا العملاء الأمريكي. في عام 2008، حصلت إدارة صحة المحاربين القدامى على معدل رضا بلغ 85 للعلاج داخل المستشفى، مقارنة بـ 77 للمستشفيات الخاصة. في نفس التقرير، حصلت رعاية العيادات الخارجية لإدارة صحة المحاربين القدامى على 3 نقاط أعلى من المستشفيات الخاصة.
"مقارنة ببرنامج ميديكير لرسوم الخدمة، حققت وزارة شؤون المحاربين القدامى أداءً أفضل بكثير في جميع المؤشرات الـ 11 المماثلة للجودة للفترة من 1997 إلى 1999. في عام 2000، تفوقت وزارة شؤون المحاربين القدامى على ميديكير في 12 من أصل 13 مؤشرًا."
وجدت دراسة قارنت إدارة صحة المحاربين القدامى مع أنظمة الرعاية المدارة التجارية في علاج مرضى السكري أن إدارة صحة المحاربين القدامى قدمت رعاية أفضل في جميع مقاييس الجودة السبعة.
خلصت دراسة أجرتها مؤسسة راند عام 2004 إلى أن إدارة صحة المحاربين القدامى تتفوق على جميع القطاعات الأخرى في الرعاية الصحية الأمريكية في 294 مقياسًا للجودة. وحصل مرضى إدارة صحة المحاربين القدامى على درجات أعلى بكثير في الجودة الكلية المعدلة، ورعاية الأمراض المزمنة، والرعاية الوقائية، ولكن ليس في الرعاية الحادة.
تُظهر دراسة قادتها كلية هارفارد للطب أن رعاية السرطان المقدمة من إدارة صحة المحاربين القدامى للرجال الذين تبلغ أعمارهم 65 عامًا فما فوق لا تقل جودة عن الرعاية الممولة من ميديكير والخاصة بالرسوم مقابل الخدمة التي يتم الحصول عليها من خلال القطاع الخاص، وفي بعض المقاييس تتفوق عليها.

## جدالات

### فيروس كورونا (كوفيد-19)
في خضم تفشي فيروس كورونا 2019، تم حجز 5,000,000 قناع مخصصة لمستشفيات إدارة صحة المحاربين القدامى من قبل الوكالة الفيدرالية لإدارة الطوارئ وتم تحويلها إلى المخزون الوطني الاستراتيجي، كما صرح ريتشارد ستون، المسؤول التنفيذي عن إدارة صحة المحاربين القدامى. بعد استئناف من روبرت ويلكي، وزير شؤون المحاربين القدامى، إلى فيدرالية إدارة الطوارئ، زودت الوكالة وزارة شؤون المحاربين القدامى بـ 500,000 قناع.
وفقًا لوثائق حصلت عليها أخبار بزفيد، في نظام الرعاية الصحية الكبرى في لوس أنجلوس التابع لوزارة شؤون المحاربين القدامى، سيتلقى العاملون الطبيون الذين يعتنون بالمرضى الذين ثبتت إصابتهم بكوفيد-19 قناعًا جراحيًا واحدًا فقط لكل وردية بدلاً من قناع ن95 الذي أوصت به مراكز السيطرة على الأمراض والوقاية منها. أولئك الذين يعملون في أجزاء من المستشفى لا توجد بها حالات كوفيد-19 إيجابية سيصدر لهم قناع جراحي واحد فقط كل أسبوع. وقد قدم الاتحاد الأمريكي لموظفي الحكومة (AFGE) شكوى إلى إدارة السلامة والصحة المهنية (OSHA) لدى وزارة العمل الأمريكية بشأن مخاطر السلامة أو الصحة في مرافق وزارة شؤون المحاربين القدامى.
تُدرج وزارة شؤون المحاربين القدامى إحصائيات حالية عن الإصابات المؤكدة والوفيات بسبب كوفيد-19. اعتبارًا من 5 مايو 2020، سجلت وزارة شؤون المحاربين القدامى 9,771 حالة مؤكدة و771 وفاة.

### تحت إدارة ترامب الثانية
تسمح السياسات الجديدة، التي نُفذت في ظل إدارة ترامب الثانية استجابة لأمر تنفيذي، لموظفي وزارة شؤون المحاربين القدامى برفض رعاية المرضى بناءً على الخصائص الشخصية، والحالة الاجتماعية، والانتماء السياسي.

## وصلات خارجية
- الموقع الرسمي لإدارة صحة المحاربين القدامى